# Myrcia recurvata
Myrcia recurvata är en myrtenväxtart som beskrevs av Otto Karl Berg. Myrcia recurvata ingår i släktet Myrcia och familjen myrtenväxter. Inga underarter finns listade i Catalogue of Life.